# バカウ
バカウ （ルーマニア語:Bacău、ドイツ語:Barchau、ポーランド語:Baków）は、ルーマニア、バカウ県の都市。モルダヴィア地方に含まれ、ビストリツァ川の畔にある。

## 歴史

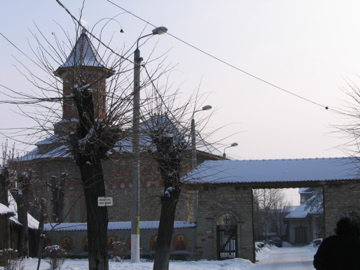
"Precista" Church

最も古くに市の名前が知られたのは、モルダヴィア公アレクサンドル善良公（en:Alexandru cel Bun）が治めていた1408年である。市名の由来は不明だが、中世ハンガリー王国の名前バコー（Bakó、バカウからロマンへ向かう現在の道の途上で宿屋を営んでいた）に由来することは確かである。伝説によると、それがバカウの町の起源だという。その他の節は、スラヴ語源を推測している。古いスラヴ語のbyk（雄牛）は、この地域が酪農に非常に適していたことから発生している。ルーマニア語のアルファベットを導入してbâcとしたのが、おそらくバカウの語源であろう（ルーマニア・キリル文字のБѪКЪУは、いくつかの中世記録文書に町の名として記載されている。）　
1591年前後から1789年、市はカトリック教会のバカウ司教座が置かれていた。司教は、常にポーランド・リトアニア共和国出身の聖職者が任命された。中央同盟国による第一次世界大戦とブカレスト占領時、バカウはルーマニア軍の本部が置かれていた。

## 交通
市は、ブカレストの北方およそ300kmにある。バカウ国際空港は、ブカレスト、ティミショアラら国内都市、イタリア・ドイツの11都市とを定期便で結ぶ。
バカウ駅は、ルーマニアで昇降客の多い駅の一つである。ウクライナ、ロシア、ブルガリア行きの鉄道国際線が到着する駅でもある。DN2道路で、南方のブカレスト、北方のスチャヴァ、ヤシとつながっている。国際E-ロードネットワークのE574号線は、トランシルバニアのブラショフとを結ぶ重要なアクセスとなっている。
バカウ市内では、西ヨーロッパ向けの地元靴工場で働く中国人労働者を抱えている。多くの移民が一定期間契約でやってきて、この町に根を下ろす代わりに故郷へ戻る。

## スポーツ
- FCMバカウ（en:FCM Bacău）　-　プロ・サッカークラブ

## 姉妹都市
- ペタク・チクヴァ、イスラエル 2000年
- ブラジ、ルーマニア 2003年
- マンダウエ、フィリピン 2011年

## 著名な出身者
- ドイナ・メリンテ　-　元女子体操選手
- モニカ・ロシュ　-　女子体操選手